# Tino von Pritzbuer
Tino von Pritzbuer (* 1996) ist ein deutscher Unihockeyspieler, der beim Nationalliga-A-Verein UHC Waldkirch-St. Gallen unter Vertrag steht.

## Karriere

### VfL Red Hocks Kaufering
Von Pritzbuer wurde im Nachwuchs des VfL Red Hocks Kaufering ausgebildet und debütierte bereits in jungen Jahren für die Bundesligamannschaft der Kauferinger.

### SV Wiler-Ersigen
2017 wechselte Tino von Pritzbuer zum Schweizer Rekordmeister SV Wiler-Ersigen, wo er sowohl im Nachwuchs wie auch in der ersten Mannschaft eingesetzt wurde.

### UHC Waldkirch-St. Gallen
2018 nutzte der Ligakonkurrent UHC Waldkirch-St. Gallen die Chance und verpflichtete den deutschen Nationalspieler und Capitain.